# Umm al-Amad, Salamiyah
Um Elamad, Salamiyah (tiếng Ả Rập: أم العمد) là một ngôi làng Syria nằm ở phó huyện Salamiyah thuộc huyện Salamiyah, Hama. Theo Cục Thống kê Trung ương Syria (CBS), Um Elamad, Salamiyah có dân số 908 trong cuộc điều tra dân số năm 2004.